# Sympecma gobica
Sympecma gobica är en trollsländeart som först beskrevs av W. Foerster 1900.  Sympecma gobica ingår i släktet Sympecma och familjen glansflicksländor. Inga underarter finns listade i Catalogue of Life.

## Bildgalleri

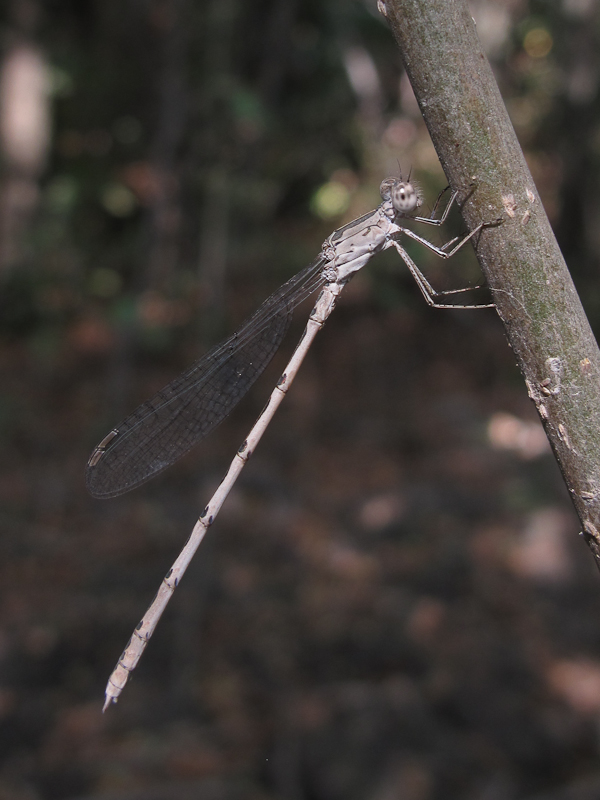